# Miguel Brindisi
Miguel Ángel Brindisi de Marco (* 8. Oktober 1950 in Buenos Aires) ist ein ehemaliger argentinischer Fußballspieler und Trainer.

## Spielerkarriere
Der Mittelstürmer Brindisi gehörte in den 1970er Jahren zu erfolgreichsten Torjägern der ersten argentinischen Liga. Er spielte von 1967 bis 1976 in Buenos Aires beim CA Huracán, mit dem er unter Trainer César Luis Menotti 1973 die Meisterschaft, das Campeonato Metropolitano gewann, dem 1975 und 1976 Vizemeisterschaften folgten.  Hier spielte er sich in die argentinische Fußballnationalmannschaft und nahm an der Fußball-Weltmeisterschaft 1974 in Deutschland teil. 1976 wechselte er nach Spanien zu UD Las Palmas, wo er bis 1979 unter Vertrag stand. In der Nationalmannschaft liefen ihm in dieser Zeit jedoch Spieler wie Mario Kempes den Rang ab und er wurde vom nunmehrigen Nationaltrainer Menotti nicht den Kader für die Fußball-Weltmeisterschaft 1978 im eigenen Land berufen. 1979 ging er zurück nach Argentinien und spielte zunächst erneut für ein halbes Jahr bei Huracan, ehe er zu den renommierteren Boca Juniors wechselte, wo er gemeinsam mit dem jungen Diego Maradona spielte und dann 1981 noch einmal Meister wurde.
Seine Karriere beendete er 1984 auf der anderen Seite des Riachuela-Flusses beim Racing Club.

## Trainerlaufbahn
Nach der aktiven Karriere war Brindisi in Guatemala als Trainer tätig und wurde unter anderem 1987 guatemaltekischer Meister mit Municipal.